# 可加性
可加性是指对于某种变换来说，特定的“加法”和该变换的顺序可颠倒而不影响结果，这样一种性质。
例如对于两个实数 x 和 y，我们可以先执行加法 x+y、后把结果乘以二；也可以先各自乘以二然后再相加，两边结果是一样的。那么我们说变换“乘以二”具有可加性。

## 定义
一个函数f:A→B，其定义域A和陪域B上分别定义了某种加法{\displaystyle +_{A}}和{\displaystyle +_{B}}。若该函数满足：∀x,y∈A，有{\displaystyle f(x+_{A}y)=f(x)+_{B}f(y)}。则称f对于{\displaystyle +_{A}}和{\displaystyle +_{B}}满足可加性。在上下文对于{\displaystyle +_{A}}和{\displaystyle +_{B}}都很明确的情况下，通常简称为 f 满足可加性，亦称f为可加函数。
若上述函数f满足：∀有限集{\displaystyle \{x_{i}|x_{i}\in A,i=1\cdots n\}}，有{\displaystyle f\left(\sum _{k=1}^{n}x_{i}\right)=\sum _{k=1}^{n}f(x_{i})}，则称f满足有限可加性。
若上述函数f满足：∀可列集{\displaystyle \{x_{i}|x_{i}\in A,i=1\cdots \infty \}}，有{\displaystyle f\left(\sum _{k=1}^{\infty }x_{i}\right)=\sum _{k=1}^{\infty }f(x_{i})}，则称f满足可列可加性。

## 示例
- 定积分的可加性：设 {\displaystyle a\leqslant b\leqslant c}，那么{\displaystyle \int _{a}^{b}f(x)\operatorname {d} \!x+\int _{b}^{c}f(x)\operatorname {d} \!x=\int _{a}^{c}f(x)\operatorname {d} \!x}——积分区间是可加的。
- 集函数的可加性：定义域为集类S，值域为[0, ∞]上的广义实值集函数f，若：
  - {\displaystyle \forall A,B\in S}，有{\displaystyle f(A\cup B)=f(A)+f(B)}，则称f为可加的。
  - {\displaystyle \forall {A_{i}}\in S,i=1\cdots n}，有{\displaystyle f\left(\bigcup _{i=1}^{n}A_{i}\right)=\sum _{i=1}^{n}f(A_{i})}，则称f为有限可加的。
  - {\displaystyle \forall {A_{i}}\in S,i=1\cdots \infty }，有{\displaystyle f\left(\bigcup _{i=1}^{\infty }A_{i}\right)=\sum _{i=1}^{\infty }f(A_{i})}，则称f为可列可加的。